# ام‌اس‌سی کروزس
ام‌اس‌سی کروزس (به انگلیسی: MSC Cruises) یک خط گردشی جهانی است که در ایتالیا تأسیس شد و در سوئیس ثبت شد و دارای دفتر مرکزی در ژنو است. ام‌اس‌سی کروزس بزرگترین شرکت کروز خصوصی است که ۱۶٬۳۰۰ نفر در سراسر جهان استفاده کارمند دارد و از ژوئیه ۲۰۱۴ دارای دفاتری در ۴۵ کشور جهان است. ام‌اس‌سی کروزس {{|ایتالیایی|MSC Crociere S.p.A.}} بخشی از شرکت ام‌اس‌سی دومین شرکت بزرگ عملیات کانتینری در جهان است.

این شرکت در ناپل تحت عنوان لارو لاین شروع به کار کرد و در دهه ۱۹۶۰ وارد تجارت گردشی با دو کشتی به نام‌های ام‌اس اورانج و ام‌اس آشیل لارو شد. آنجلینا لورو در بندر سنت توماس در سال ۱۹۷۹ سوزانده شد و آشیل لارو توسط اعضای جبهه آزادی فلسطین در سال ۱۹۸۵ ربوده شد. در سال ۱۹۸۹ شرکت ام‌اس‌سی شرکت لارو را خرید و آن را به نام استار لارو لاین تغییر نام داد. در سال ۱۹۹۴ آشیل لارو آتش گرفت و غرق شد. در سال ۱۹۹۵ نام شرکت به ام‌اس‌سی کروزس تغییر یافت.

ام‌اس‌سی کروزس چهارمین کشتیرانی گردشی بزرگ در جهان است.

## کشتی‌ها
برخی از کشتی‌های شرکت ام‌اس‌سی کروزس:
- ام‌اس‌سی آرمونیا
- ام‌اس‌سی سینفونیا
- ام‌اس‌سی لیریکا
- ام‌اس‌سی لیریکا
- ام‌اس‌سی اپرا
- ام‌اس‌سی موزیکا
- ام‌اس‌سی ارکستر
- ام‌اس‌سی پوزیا
- ام‌اس‌سی مگنیفیکا
- ام‌اس‌سی فانتازیا
- ام‌اس‌سی اسپلندیدا